# الكالطة
الكالطة قرية سورية تتبع ناحية مركز الرقة في منطقة تل أبيض في محافظة الرقة. يعمل أغلب سكانها في الزراعة بلغ نسبة المتعلمون ٨٠ بالمية من سكانهايوجد فيها 7مدارس ثانوية واعدادية وابتدائية وسكانها من العرب السنة  بلغ عدد سكانها 25000 نسمة في عام 2025 حسب إحصاء المكتب الاحصائي .

## الموقع
تقع شمالي محافظة الرقة، على بعد 28 كم، على طريق الرقة - تل أبيض، يمر في أراضيها نهر البليخ ، حيث كان يروي معظم أراضيها الزراعية، ولكن اليوم هناك مشاريع ري وساقية كبيرة تمر في وسطها، حيث تروي كل أراضيها الزراعية، يعمل أهلها بزراعة القطن والقمح، ويبلغ تعداد سكانها حوالي (5000) نسمة.